# Liste der Landschaftlich Schönen Orte in der Präfektur Tokushima

Lage der Präfektur Tokushima in Japan

Diese Liste der Landschaftlich Schönen Orte in der Präfektur Tokushima umfasst Denkmäler der Kategorie Landschaftlich Schöner Ort der japanischen Präfektur Tokushima. Diese können auf nationaler Ebene durch den Minister für Bildung, Kultur, Sport, Wissenschaft und Technologie oder den Leiter des Amtes für kulturelle Angelegenheiten ausgewiesen werden sowie auf Präfektur- oder Gemeindeebene. Neben den ausgewiesenen gibt es noch registrierte Landschaftlich Schöne Orte, die begrenztere Unterstützung und Schutz erhalten. Der Schutz und Erhalt der Stätten ist nach dem 1950 in Kraft getretenen Kulturgutschutzgesetz geregelt, welches das „Gesetz zum Erhalt historischer und landschaftlich schöner Stätten und Naturdenkmäler“ (史蹟名勝天然紀念物保存法 Shiseki meishō tennenkinenbutsu hozonhō) von 1919 ablöste.

## Auszeichnungskriterien
Mögliche Auszeichnungskriterien für Landschaftlich Schöne Orte sind:
1. Parks und Gärten
2. Brücken und Dämme
3. Blühende Bäume, blühende Wiesen, Laubfärbung im Herbst, grüne Bäume und andere Orte mit dichtem Bewuchs
4. Orte mit Vögeln, Wildtieren, Fischen, Insekten und anderem
5. Felsen und Höhlen
6. Schluchten, Wasserfälle, Gebirgsbäche, Abgründe
7. Seen, Sümpfe, Feuchtgebiete, schwimmende Inseln, Quellen
8. Sanddünen, Nehrungen, Küsten, Inseln
9. Vulkane, Onsen
10. Berge, Hügel, Hoch- und Tiefebenen, Flüsse
11. Aussichtspunkte

## Legende
- Denkmal: Name des Landschaftlich Schönen Ortes; darunter steht die japanische Bezeichnung
- Lage: Lage des Ortes sowie Koordinaten
- Beschreibung und Anmerkungen: Kurze Beschreibung des Ortes sowie eventuelle Anmerkungen zu weiteren Ausweisungen
- Ausweisungsdatum: Datum der Ausweisung als Landschaftlich Schöner Ort und zusätzlich bei Besonderen Landschaftlich Schönen Orten in Klammern das Ausweisungsdatum als Besonderes Naturdenkmal
- Typ: Nummer des Auszeichnungskriteriums oder der Auszeichnungskriterien
- Links: Weblink zum Landschaftlich Schönen Ort in der Datenbank der Nationalen Kulturgüter Japans sowie auf den Wikidata-Eintrag (Symbol: )
- Bild: Repräsentatives Bild des Landschaftlich Schönen Ortes und gegebenenfalls ein Link zu weiteren Fotos des Kulturdenkmals im Medienarchiv Wikimedia Commons

## National ausgewiesene Landschaftlich Schöne Orte
Stand 1. Januar 2021 wurden vier Landschaftlich Schöne Orte auf nationaler Ebene ausgewiesen.
| Denkmal                                                                                                | Lage              | Beschreibung und Anmerkungen                                    | Ausweisungsdatum | Typ        | Links | Bild           |
| --- | ----------------- | --------------------------------------------------------------- | ---------------- | ---------- | ----- | -------------- |
| Garten des Awa Kokubun-ji 阿波国分寺庭園 Awa Kokubunji teien                                           | Tokushima (Karte) | Kokubun-ji der Provinz Awa; Tempel 15 auf dem Shikoku-Pilgerweg | 30. März 2020    | 1          |       | weitere Bilder |
| Omote-Goten-Garten der ehemaligen Burg Tokushima 旧徳島城表御殿庭園 Kyū-Tokushima-jō omote-goten teien | Tokushima (Karte) |                                                                 | 13. Dez. 1941    | 1          |       | weitere Bilder |
| Naruto 鳴門 Naruto                                                                                     | Naruto Karte      |                                                                 | 20. Feb. 1931    | 8, 11      |       | weitere Bilder |
| Ōboke-Koboke 大歩危小歩危 Ōboke・Koboke                                                                | Miyoshi (Karte)   | Liegt am Yoshino Fläche: 123771,49 m²                           | 18. März 2014    | 1, 3, 7, 9 |       | weitere Bilder |

## Auf Präfekturebene ausgewiesene Landschaftlich Schöne Orte
Stand 1. Januar 2021 wurden fünf Landschaftlich Schöne Orte auf Präfekturebene ausgewiesen.
| Denkmal                                                                                  | Lage                        | Beschreibung und Anmerkungen                           | Ausweisungsdatum | Typ | Links | Bild            |
| ---------------------------------------------------------------------------------------- | --------------------------- | ------------------------------------------------------ | ---------------- | --- | ----- | --------------- |
| Tsurugi-san und Flora 剣山並びに亜寒帯植物林 Tsurugi-san narabini akantai shokubutsu-rin | Mima, Naka, Miyoshi (Karte) | auch ein auf Präfekturebene ausgewiesenes Naturdenkmal |                  |     |       | weitere Bilder  |
| Wajiki Line – Tsurara Kannon 鷲敷ラインおよび氷柱観音 Wajiki-rain oyobi Tsurara Kannon   | Naka (Karte)                |                                                        |                  |     |       |                 |
| Minoda-no-Fuchi 美濃田の淵 Minoda-no-fuchi                                               | Higashimiyoshi (Karte)      | auch ein auf Präfekturebene ausgewiesenes Naturdenkmal |                  |     |       |                 |
| Ganshōji-Garten 願勝寺庭園 Ganshōji teien                                                | Mima (Karte)                |                                                        |                  |     |       |                 |
| Tamonji-Garten 多聞寺庭園 Tamonji teien                                                  | Tsurugi (Karte)             |                                                        |                  |     |       | Bild gesucht BW |

## Auf Gemeindeebene ausgewiesene Landschaftlich Schöne Orte
Stand 1. Mai 2020 wurden fünfzehn Landschaftlich Schöne Orte auf Gemeindeebene ausgewiesen.
| Denkmal | Lage                | Beschreibung und Anmerkungen | Ausweisungsdatum | Typ | Links | Bild            |
| --- | ------------------- | ---------------------------- | ---------------- | --- | ----- | --------------- |
| Keikokuji-Garten 桂国寺庭園 Keikokuji teien                                                                            | Anan (Karte)        |                              |                  |     |       |                 |
| Tōrinji-Garten 東林寺庭園 Tōrinji teien                                                                                | Mima (Karte)        |                              |                  |     |       | Bild gesucht BW |
| Kannonji-Shoin-Garten 観音寺書院の庭園 Kannonji shoin teien                                                            | Tokushima (Karte)   |                              |                  |     |       |                 |
| Loch am Iwado-Schrein 岩戸神社甌穴 Iwado Jinja ōketsu                                                                  | Yoshinogawa (Karte) |                              |                  |     |       | Bild gesucht BW |
| Suijin-Wasserfall 水神の滝 Suijin no taki                                                                              | Yoshinogawa (Karte) |                              |                  |     |       |                 |
| Boroboro-Wasserfall 母衣暮露滝 Boroboro no taki                                                                        | Yoshinogawa (Karte) |                              |                  |     |       |                 |
| Teil des Geländes des Amanoiwado-Schreins 天磐戸神社（天の岩戸神社）境内地の一部 Amanoiwado Jinja keidai chi no ichibu | Tsurugi (Karte)     |                              | 13. Dez. 2011    |     |       | Bild gesucht BW |
| Naru-Wasserfall 鳴滝 一区域 Narutaki ichi kuiki                                                                        | Tsurugi (Karte)     |                              |                  |     |       |                 |